# Calephelis burgeri
Calephelis burgeri är en fjärilsart som beskrevs av Mcalpine 1971. Calephelis burgeri ingår i släktet Calephelis och familjen Riodinidae. Inga underarter finns listade i Catalogue of Life.